# Trophée Edinburgh
Le trophée Edinburgh, parfois désigné par le nom de la coupe Edinburgh, est une récompense décernée au vainqueur d'une série opposant les champions de la Western Hockey League à ceux de la Ligue de hockey du Québec. Le trophée est une donation faite en mars 1954 par Philip, duc d’Édimbourg. La série est jouée en fin de saison au meilleur des neuf matchs. Annulé en 1958 et 1959, le trophée disparaît définitivement suivant la fin de la LHQ en 1959.

## Origines

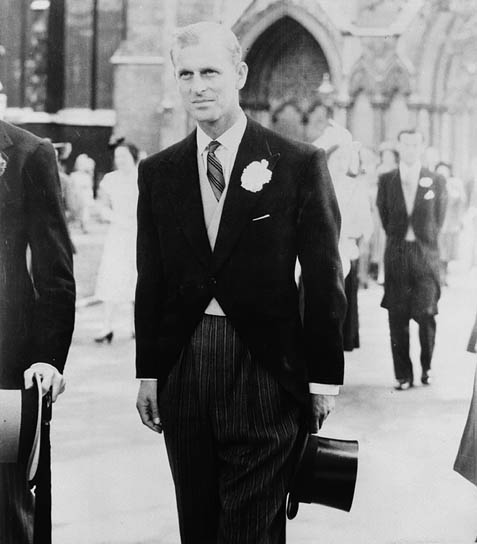
Philip, duc d’Édimbourg au cours de sa visite au Canada en 1951.

Lors d'une visite au Canada en 1951, Philip, duc d’Édimbourg développe un intérêt pour le hockey sur glace. En mars 1954, il fait donation d'un trophée devant récompensé le vainqueur d'une série entre les champions de la Western Hockey League (souvent désigné par le sigle WHL) à ceux de la Ligue de hockey du Québec (souvent désigné par le sigle LHQ). Le trophée est décrit comme « une figure en argent d'un joueur de hockey monté au sommet d'un globe d'argent avec la carte de l'Amérique du Nord surélevée dessus. Le globe repose sur un socle d'ébène noir avec les armoiries du Dominion du Canada. Sur les côtés du socle, se trouvent des petites plaques pour y inscrire le nom des équipes championnes ». Le trophée est une création de la société Henry Birks and Sons selon un design d'un groupe d'artistes approuvé par le duc.
Au même moment, les termes de la série sont annoncées. Seules les équipes de la LHQ et de la WHL peuvent la concourir. Elle est jouée au meilleur des neuf matchs, le lieu des rencontres alternant chaque année entre est et ouest avec la première édition disputée chez les champions de la WHL,.

## Palmarès
| Année | Équipe WHL            | Équipe LHQ                    | Résultat | Lieux                       |
| ----- | --------------------- | ----------------------------- | -------- | --------------------------- |
| 1954  | Stampeders de Calgary | As de Québec                  | 5-1      | Calgary, Edmonton           |
| 1955  | Flyers d'Edmonton     | Cataracts de Shawinigan-Falls | 2-5      | Montréal, Shawinigan        |
| 1956  | Warriors de Winnipeg  | Royals de Montréal            | 5-1      | Winnipeg, Calgary, Edmonton |
| 1957  | Regals de Brandon     | As de Québec                  | 1-5      | Québec, Montréal            |

## Édition 1954
La série inaugurale pour le trophée Edinburgh met aux prises les Stampeders de Calgary aux As de Québec. Deuxièmes de la saison régulière, les Stampeders s'adjugent la Coupe du président de champions de la WHL quatre victoires à deux aux dépens des Canucks de Vancouver. De leur côté, les As s'impose en LHQ face aux Sénateurs d'Ottawa. Menée quatre victoires à deux dans une série jouée au meilleur des neuf matchs, l'équipe québécoise gagne les trois dernières parties pour remporter la première édition professionnelle de la ligue.
Avec les deux premières parties se déroulant sur leur glace, les joueurs de Calgary débutent la série en balayant leurs adversaires lors du match d'ouverture joué le 4 mai sur la marque de 8-1 devant 7 841 spectateurs, ce qui prouvera être la plus forte affluence de la série. Les visiteurs se reprennent en gagnant la seconde rencontre par deux buts à un. Pour le troisième match, les deux équipes se rendent à Edmonton où 7 000 spectateurs assistent à une partie particulièrement serrée. Le score ne dépasse pas un but d'écart jusqu'au milieu de la troisième période lorsque les Stampeders en prennent deux d'avance. Dans la dernière minute de jeu, Gerry Brown, l'entraîneur-chef des As, retire à deux reprises son gardien de but Jack Gelineau pour un joueur supplémentaire. Joe Crozier réduit la marque pour les québécois avant de manquer d'égaliser à dix secondes de la fin. Calgary remporte finalement la partie 6-5 et reprend l'avantage dans la série.
De retour chez eux, les calgariens continue de dominer leurs adversaires. Menés 4-2 à mi-chemin de la quatrième partie, ils inscrivent cinq buts sans réponse et s'imposent 7-4. Pour la cinquième partie, les québécois change de gardien pour Jean Marois. Il réalise une grande prestation mais son homologue albertain Bill Brennan prouve être tout aussi excellent et mène son équipe vers une victoire 2-1. Les As débutent la sixième manche en inscrivant deux dans les huit premières minutes de jeu mais les Stampeders reviennent à niveau avant la fin de la période puis prennent l'avantage au cours de la seconde. Dans les dernières seconde de la partie, George Pargeter marque dans une cage vide assurant à l'équipe de Calgary de s'adjuger le premier trophée Edinburgh décerné.